# 软件天堂
软件天堂（Softonic.com）是一家于1997年设在西班牙巴塞罗那的软件下载门户网站。2007年该网站包括了名为OnSoftware的博客。2009年和2011年，该网站被Audit bureau OJD Interactiva列为西班牙单一用户访问量最多的网站。

## 历史
软件天堂始于1997年的一家名为Shareware Intercom的面向文件的在线服务，属于一家临近巴塞罗那，位于的网络服务提供商Intercom Online（Grupo Intercom）。该网站的原始文档出自Intercom Online旗下的“Files Library Intercom BBS”，使用更为便捷的“5-step semi-automated process”技术。该公司还每月提供令用户“需要一直等候下载完成或支付高昂话费”而感到厌倦的软件的CD。1999年，该服务被称“慷慨提供游戏、杀毒软件、教育软件以及其它很多诱人的软件。”
2000年该公司成为名为Softonic的独立企业。2004年，Softonic设立德文版，2005年设立英文版。最初仅提供DOS和Windows软件的下载服务，但后来发展到为Mac和移动平台提供软件下载。2009-2011年，Softonic在Great Place to Work Institute的一次年度调查中被列为“西班牙最佳工作地点（100-250雇员）”，2008年获得第二名。